# 하타촌 (효고현 다키군)
하타촌(畑村)은 효고현 다키군에 설치되었던 촌이다. 현재의 단바사사야마시에 해당한다.